# Кольниця (гміна Брудзев)
Кольниця (пол. Kolnica) — село в Польщі, у гміні Брудзев Турецького повіту Великопольського воєводства.
Населення — 208 осіб (2011).
У 1975-1998 роках село належало до Конінського воєводства.

## Демографія
Демографічна структура станом на 31 березня 2011 року:
|          | Загалом | Допрацездатний вік | Працездатний вік | Постпрацездатний вік |
| -------- | ------- | ------------------ | ---------------- | -------------------- |
| Чоловіки | 108     | 34                 | 67               | 7                    |
| Жінки    | 100     | 26                 | 59               | 15                   |
| Разом    | 208     | 60                 | 126              | 22                   |